# Wyszki (gmina)
Pour les articles homonymes, voir Wyszki.
Wyszki est une gmina rurale du powiat de Bielsk Podlaski, Podlachie, dans le nord-est de la Pologne.
La gmina couvre une superficie de 206,5 km2 pour une population de 4 914 habitants.

## Géographie
La gmina borde les gminy de Bielsk Podlaski, Brańsk, Juchnowiec Kościelny, Poświętne et Suraż.